# Niphopterolophia geminata
Niphopterolophia geminata là một loài bọ cánh cứng trong họ Cerambycidae.